# Sponde (Mythologie)
Sponde (altgriechisch Σπονδή Spondḗ, deutsch ‚Trankopfer‘) ist eine der zwölf Horen (die zwölf Tageszeiten).
Sie verkörperte in der griechischen Mythologie die Zeit nach dem Mittagessen, um Trankopfer den Göttern zu bringen. Sie war Tochter des Zeus und der Themis.